# Daniel Corso
Daniel Corso (* 3. April 1978 in Montréal, Québec) ist ein ehemaliger kanadischer Eishockeyspieler und derzeitiger -trainer, der im Verlauf seiner aktiven Karriere zwischen 1994 und 2018 unter anderem 91 Spiele für die St. Louis Blues und Atlanta Thrashers in der National Hockey League (NHL) auf der Position des Centers bestritten hat. Darüber hinaus absolvierte Corso weit über 350 Partien in der American Hockey League (AHL) und stand des Weiteren auch zwei Spielzeiten in der Deutschen Eishockey Liga (DEL) bei den Kassel Huskies sowie Frankfurt Lions unter Vertrag.

## Karriere
Daniel Corso begann seine Karriere als Eishockeyspieler bei den Tigres de Victoriaville, für die er von 1994 bis 1998 in der Ligue de hockey junior majeur du Québec (LHJMQ) aktiv war. In dieser Zeit wurde er im NHL Entry Draft 1996 in der siebten Runde als insgesamt 169. Spieler von den St. Louis Blues aus der National Hockey League (NHL) ausgewählt. Zunächst spielte Corso von 1998 bis 2000 ausschließlich für deren Farmteam aus der American Hockey League (AHL), die Worcester IceCats, ehe er während der Saison 2000/01 sein Debüt in der NHL für die Blues gab. Nachdem Corso in der Saison 2002/03 nur noch einmal für St. Louis in der NHL gespielt hatte, wechselte er für die folgende Spielzeit als Free Agent zu deren Ligarivalen Atlanta Thrashers, bei dem er sich jedoch auch nicht durchsetzen konnte.
Im Sommer 2004 ging Corso erstmals in seiner Karriere nach Europa, wo er je eine Spielzeit lang in der Deutschen Eishockey Liga (DEL) für die Kassel Huskies und Frankfurt Lions auf dem Eis stand. Im Anschluss an seine Zeit in der DEL kehrte der Kanadier nach Nordamerika zurück, wo er allerdings nur noch in der AHL aktiv war, ehe er im Laufe der Saison 2007/08 einen Vertrag in der russischen Superliga bei Torpedo Nischni Nowgorod erhielt. Nach der Spielzeit verpflichtete der finnische Klub Oulun Kärpät den Center, mit dem er in der Saison 2008/09 Vizemeister wurde. Ab Juni 2009 stand er bei Timrå IK in der schwedischen Elitserien unter Vertrag, ehe Corso Ende Dezember 2010 vom HK Dinamo Minsk aus der Kontinentalen Hockey-Liga (KHL)verpflichtet wurde.
Im September 2012 wurde sein laufender Vertrag mit Dinamo Minsk vorzeitig aufgelöst und Corso war in der Folge vereinslos. Anfang Januar 2013 wurde er vom Lausanne HC verpflichtet, mit dem der Kanadier in der Saison 2012/13 die Meisterschaft der National League B (NLB) gewann und den Aufstieg in die National League A (NLA) schaffte. Nach kurzen Engagements in Finnland bei Tampereen Ilves und wieder in der Schweizer NLB war der Kanadier zwischen 2015 und 2018 für den HK Junost Minsk in der belarussischen Extraliga aktiv. Dort gewann er je einmal die Belarussische Meisterschaft und den Pokalwettbewerb. Zudem gewann er im Jahr 2018 den IIHF Continental Cup mit dem Team. Anschließend beendete der 40-Jährige im Sommer 2018 seine aktive Karriere.
Im Anschluss an seine aktive Laufbahn gewann Corso in Belarus als Trainer zu arbeiten. Unter anderem war er für seinen Ex-Klub HK Dinamo Minsk und auch die belarussische Nationalmannschaft tätig. Im Sommer 2019 kehrte er jedoch in seine kanadische Heimat zurück. Dort arbeitete er in der Saison 2019/20 als Assistenztrainer der Foreurs de Val-d’Or in der LHJMQ. Seit der Spielzeit 2020/21 arbeitet er in gleicher Funktion beim Ligakonkurrenten Drakkar de Baie-Comeau.

### International
Für sein Heimatland nahm Corso mit der U18-Auswahl am Pacific Cup 1996, dem Vorläufer des Ivan Hlinka Memorial Tournaments, teil. Dort bestritt er fünf Spiele und steuerte eine Torvorlage zum Turniergewinn bei. Des Weiteren nahm er zwei Jahre später an der Junioren-Weltmeisterschaft 1998, die die Kanadier auf dem achten Rang anschlossen. In sieben Turniereinsätzen bereitete der Stürmer drei Treffer vor.

## Erfolge und Auszeichnungen
| - 1995 LHJMQ All-Rookie Team - 1997 Trophée Michel Brière - 1997 LHJMQ First All-Star Team - 1997 CHL First All-Star Team - 2009 Finnischer Vizemeister mit Oulun Kärpät - 2013 Meister der NLB und Aufstieg in die NLA mit dem Lausanne HC | - 2016 Belarussischer Meister mit dem HK Junost Minsk - 2016 Belarussischer Pokalsieger mit dem HK Junost Minsk - 2017 Belarussischer Vizemeister mit dem HK Junost Minsk - 2018 IIHF-Continental-Cup-Gewinn mit dem HK Junost Minsk - 2018 Belarussischer Vizemeister mit dem HK Junost Minsk |

### International
- 1996 Goldmedaille beim Pacific Cup

## Karrierestatistik

### International
Vertrat Kanada bei:
- Pacific Cup 1996
- Junioren-Weltmeisterschaft 1998

(Legende zur Spielerstatistik: Sp oder GP = absolvierte Spiele; T oder G = erzielte Tore; V oder A = erzielte Assists; Pkt oder Pts = erzielte Scorerpunkte; SM oder PIM = erhaltene Strafminuten; +/− = Plus/Minus-Bilanz; PP = erzielte Überzahltore; SH = erzielte Unterzahltore; GW = erzielte Siegtore; 1 Play-downs/Relegation; Kursiv: Statistik nicht vollständig)